# تپه سعدآباد شماره ۳
تپه سعد آباد شماره ۳ مربوط به دوران‌های تاریخی پس از اسلام است و در شهرستان گرمسار، بخش مرکزی، روستای سعد آباد واقع شده و این اثر در تاریخ ۱۱ دی ۱۳۸۰ با شمارهٔ ثبت ۴۶۵۴ به‌عنوان یکی از آثار ملی ایران به ثبت رسیده است.